# كيوتو

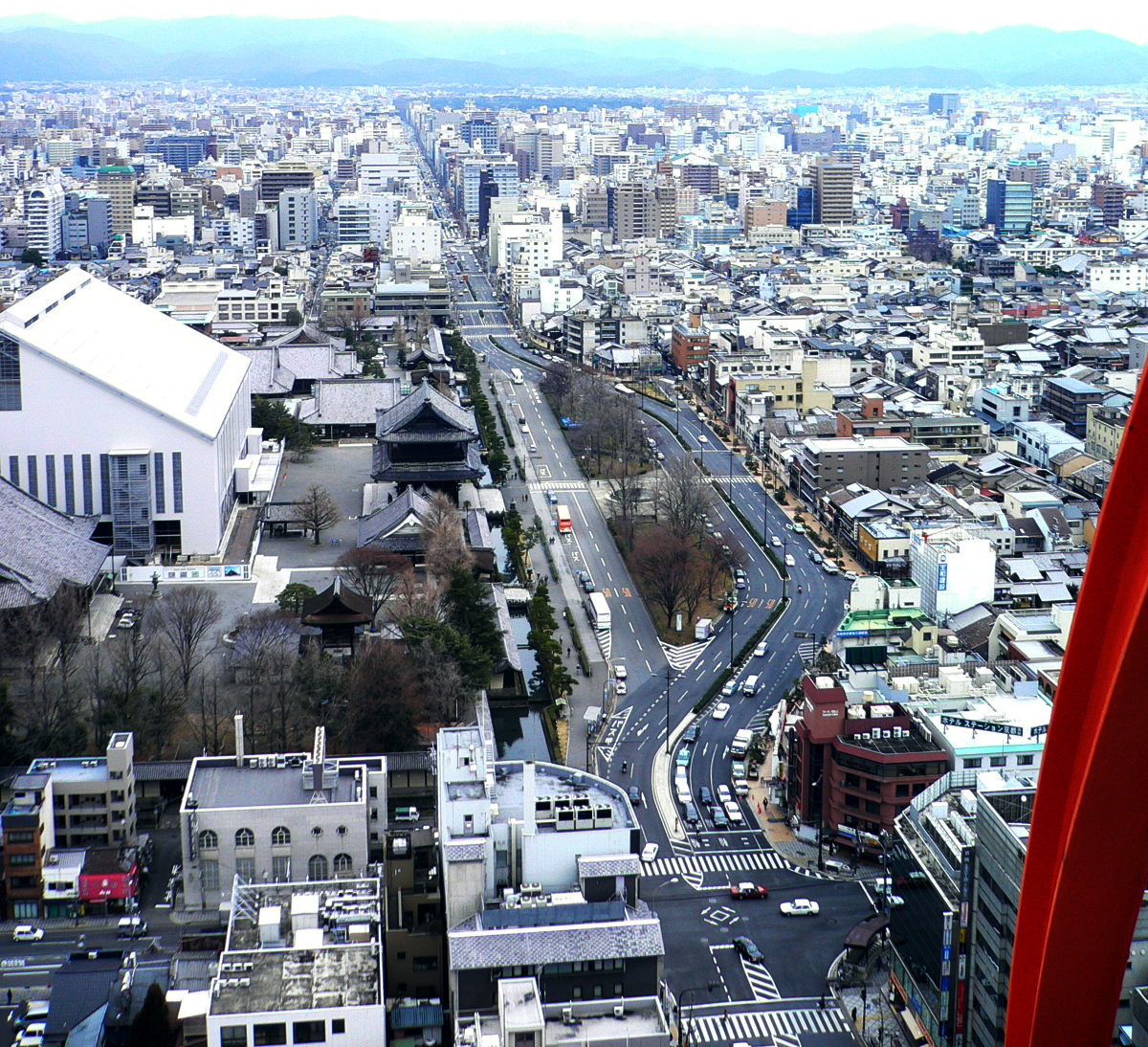
منظر لمدينة كيوتو

كيوتو (بالـيابانية: 京都 = kyōto) هي مدينة في اليابان. عاصمة «محافظة كيوتو» الحضرية، تقع جنوبي جزيرة «هونشو» وعلى مقربة من «أوساكا». تعتبر من أعرق المدن في اليابان، احتضنت البلاط الإمبراطوري لأكثر من ألف عام (794-1868 م). بلغ عدد سكانها حوالي 1,466,163 نسمة (2003).

## الجغرافيا
تقع «كيوتو» على سهل تحيط به الجبال من ثلاث جهات (الشمال، الغرب والشرق). وبسبب هذه التضاريس فقد امتدت حركة التوسع فيها إلى جهة الجنوب. يجتازها نهرا «كاتسورا» و«كامو».

## التاريخ

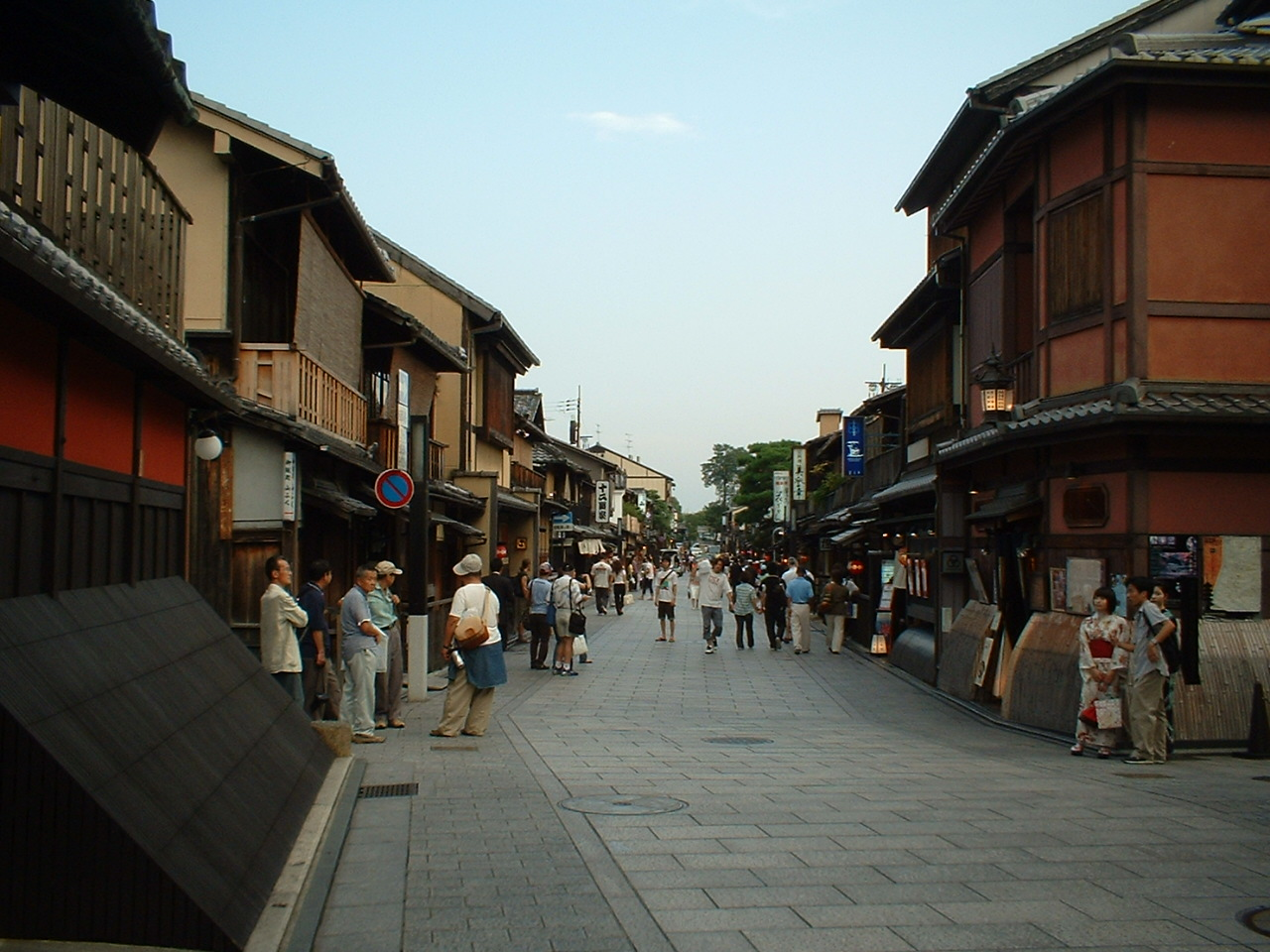
بنايات جيون لا زالت تحافظ على فن عمارة القرن 19

«كيوتو» والتي عرفت قديما باسم «هييآن كيو» أو «عاصمة السلام»، أسست على يد الإمبراطور «كامو»، كان الأخير يبحث عن مكان جديد ليبتعد عن خصومه. ظلت المدينة وبدون انقطاع عاصمة إمبراطورية لليابان من 794 م وحتى 1868 م.
تملك العاصمة الإمبراطورية خاصية فريدة بالمقارنة مع باقي المدن اليابانية، فقد خُطت وفق تصميم العاصمة الصينية للفترة نفسها (تأخذ شكلا مربعا). وجهت شوارعها وفقا للاتجاهات الجغرافية الأربعة. حالفها الحظ عندما مرت بسلام على كل فترات الحروب التي شهدتها البلاد. إلا أن هذا لم يمنع حرمانها من الدور السياسي لصالح مدن أخرى (كان الأباطرة يحمكون البلاد بصورة شكلية فقط).
عانت المدينة دمار واسع في حروب أونين 1467-1477، ولم تسترجع شكلها حتى منتصف القرن 16. معارك ساموراي بين الفصائل انتقلت إلى الشوارع، اشترك فيها فصائل النبلاء والفصائل الدينية أيضا. تحولت القصور إلى قلاع، وحفر الخنادق العميقة في جميع أنحاء المدينة تسبب في حرق العديد من المباني. المدينة لم تشهد مثل هذا ذلك التدمير على نطاق واسع منذ ذلك الحين.
بعد بداية الإصلاحات وأثناء فترة «استعراش مييجي»، تم سنة 1868 م نقل البلاط الإمبراطوري إلى «إيدو» وأعيد تسميتها «طوكيو»، وفيها استقرت الحكومة أيضا. كثرة المعالم التاريخية فيها (المعابد وغيرها) دفع بالأمريكيين إلى تركها وشأنها أثناء شنهم لحملات قصف جوي على الأراضي اليابانية (الحرب العالمية الثانية). درست الولايات المتحدة إمكانية استهداف كيوتو بقنبلة نووية في نهاية الحرب العالمية الثانية، في نهاية الأمر قررت ازالة المدينة من قائمة أهدافها.

## المعالم

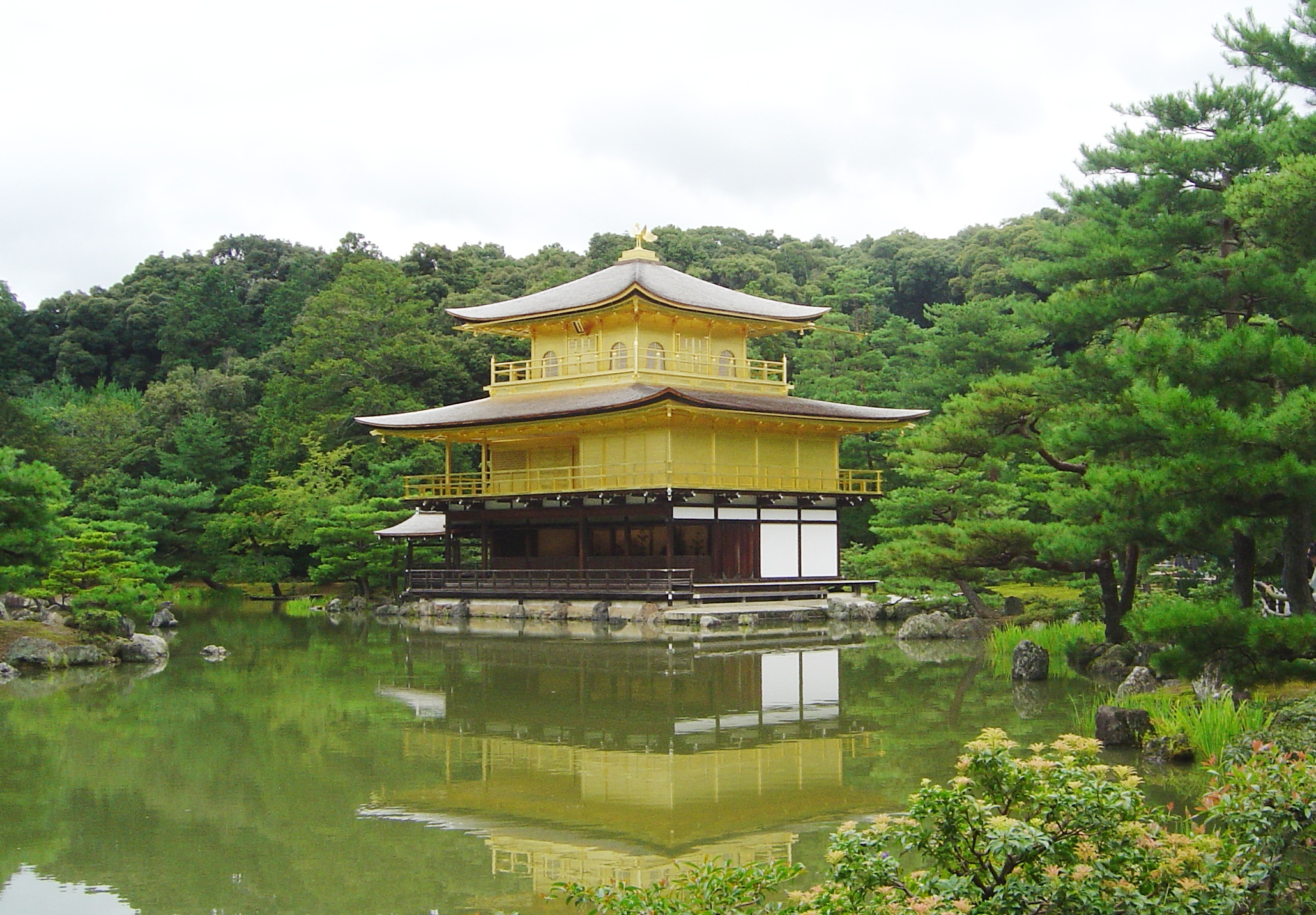
معبد كينكاكو-جي في كيوتو

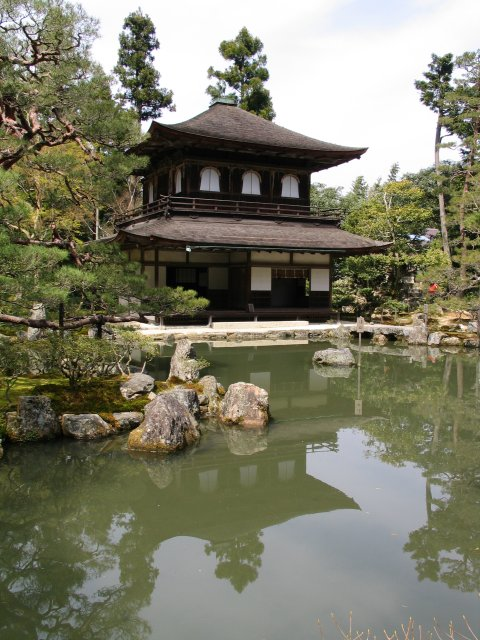
معبد غينكاكو-جي

ظلت المدينة ولفترة طويلة العاصمة الدينية ومركزًا ثقافيًّا متميزًا، تملك أزيد من ألفي (2000) معلم: معابد، مزارات شنتوية وبعض القصور الأخرى. من بين أشهر هذه المعالم: السرادق الذهبي أو «كينكاكو-جي» (شيد عام 1397 م) والسرادق الفضي أو «غينكاكو-جي» (1482 م)، ويعتبران من أهم الشواهد على فترة «شوغونية أشيكاغا» (راجع: «فترة موروماتشي»). بالإضافة إلى بعض المعالم الأخرى: «مدينة كاتسورا الإمبراطورية»، قصر «نيجو»، «جامعة كيوتو» (أسست 1897 م) والعديد من المتاحف الأخرى، وتعبر «كيوتو» اليوم أكبر قطب سياحي في البلاد.

## الاقتصاد والصناعات

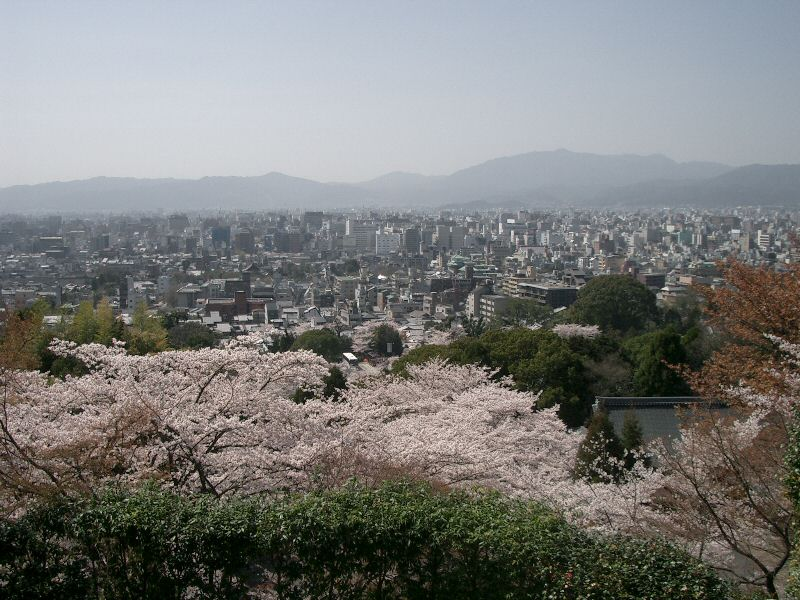
مدينة كيوتو كما تبدو من هيغاشياما

اكتسبت المدينة سمعتها بفضل مهارة الصناع الحرفيين، ومن أشهر الصناعات فيها: الحرير، البرونز، الخزف، المجوهرات والمنقوشات، الطرز، الورنيش (مادة صمغية تستخرج من الأشجار، وتستعمل لطلاء التماثيل والتحف اليابانية المشهورة). منطقة «كيوتو» هي الأقل تصنيعا مقارنة ببقية مناطق البلاد، تتواجد فيها بعض مصانع: قطع غيار الطائرات، المواد الكيماوية والتجهيزات الكهربائية.
السياحة تشكل قاعدة مهمة في اقتصاد كيوتو. تراث المدينة الثقافي يجعل منها مقصد سياحي من جميع مدارس كل أنحاء اليابان، والعديد من السياح الأجانب. في عام 2007 تم اختيارها باعتبارها ثاني أجمل مدينة في اليابان.